# Shinkyōgoku-dōri
Pour les articles homonymes, voir Kyogoku (homonymie).
Le Shinkyōgoku-dōri (新京極通, Shinkyōgoku-dōri) est une voie du centre-ville de Kyoto, dans les arrondissements de Nakagyō et Shimogyō. Elle débute au Sanjō-dōri (ja) et termine au Shijō-dōri (en). Avec le marché de Nishiki, sur Nishikikōji-dōri, il s'agit de l'une des rues commerçantes les plus importantes de la ville.

## Description

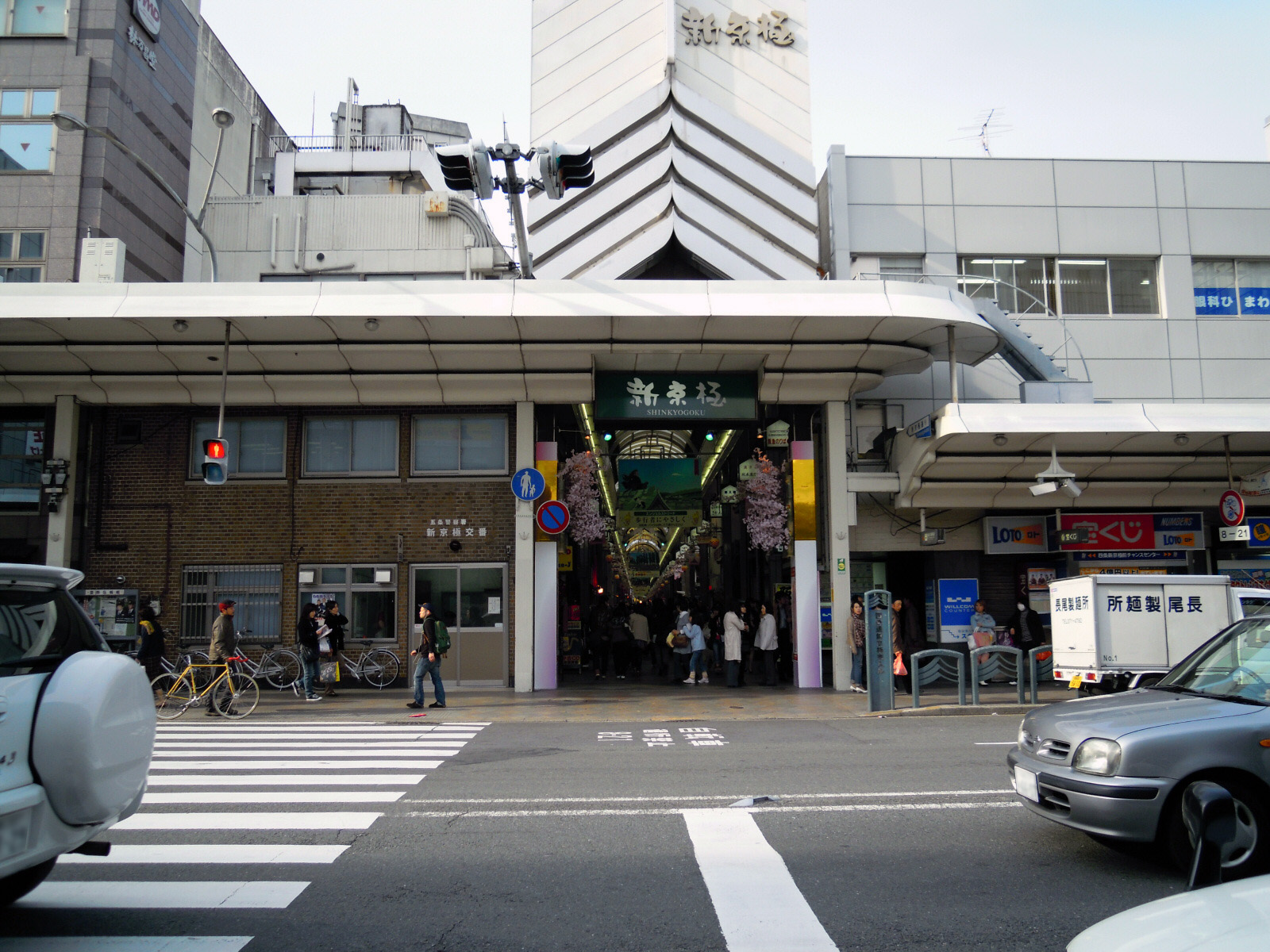
Vue de Shinkyōgoku-dōri depuis Shijō-dōri.

### Situation
Le Shinkyōgoku-dōri est une courte rue étroite du sud-est de l'arrondissement de Nakagyō et touche l'extrême nord-est de celui de Shimogyō. Il commence dans le quartier d'Ishibashi-chō (石橋町) et termine dans celui d'Otabimiyamoto-chō (御旅宮本町). La rue débute au Sanjō-dōri (ja) (三条通), dans la section de la rue commerçante Sanjō, et termine au Shijō-dōri (en) (四条通), une importante rue est-ouest de la ville, marquant la limite entre les arrondissements de Nakagyō et Shimogyō. Elle suit le Kawaramachi-dōri (en) (河原町通) et l'Uraderamachi-dōri (裏寺町通) à l'est et précède le Teramachi-dōri (en) (寺町通) à l'ouest.
La rue est entièrement piétonne, à part aux carrefours, où les voitures peuvent traverser la rue, mais pas y circuler. Elle est aussi couverte sur toute sa longueur. La rue fait environ 560 mètres de long. 

### Voies rencontrées
Du nord au sud, en sens unique. Les voies rencontrées de la droite sont mentionnées par (d), tandis que celles rencontrées de la gauche, par (g). Seules les rues ayant un nom sont listées.
1. Sanjō-dōri (ja) (三条通)
2. Rokkaku-dōri (六角通)
3. Takoyakushi-dōri (蛸薬師通)
4. (d) Nishikikōji-dōri (錦小路通)
5. (g) Kayū-kōji (花遊小路)
6. Shijō-dōri (en) (四条通)

- Sources : (ja) Université Ritsumeikan Asia Pacific (en), « 近代京都オーバーレイマップ », sur Art Research Center,‎ 2023 (consulté le 12 novembre 2023).

### Transports en commun
Les bus du réseau d'autobus de Kyoto (ja) ne passent par sur la rue, mais certains arrêts sont proches, dû à sa proximité avec Kawaramachi-dōri. Les arrêts proches sont Shijō-Kawaramachi (四条河原町, lignes 3, 4, 5, 10, 11, 12, 15, 17, 31, 32, 37, 46, 51, 58, 59, 80, 86, 201, 203, 205, 207, Spécial 80) et Kawaramachi-Sanjō (河原町三条, lignes 3, 4, 5, 10, 11, 15, 17, 32, 37, 51, 59, 86, 205, Spécial 80),.
L'arrêt du métro de Kyoto le plus proche est à cinq minutes au nord, Kyōto Shiyakusho-mae (京都市役所前駅), sur la ligne Tōzai,. Au sud, la rue est à cinq minutes de marche à l'ouest de la gare de Kyoto-Kawaramachi (京都河原町駅), sur la ligne Kyoto de Hankyu,.

## Odonymie
Le nom « Shinkyōgoku » signifie « nouveau (新) Kyōgoku » et fait ainsi référence à l'ancienne avenue Higashikyōgoku (東京極大路, Higashikyōgoku-ōji), qui marquait la limite est de Kyoto. « Higashikyōgoku » signifie « extrême (極) est (東) de la capitale (京) ». 

## Histoire
Shinkyōgoku-dōri n'existait pas durant la période Heian (794-1185), à l'époque de Heian-kyō, la capitale impériale, mais correspond à l'ancienne avenue Higashikyōgoku (東京極大路, Higashikyōgoku-ōji), qui correspond aussi au Teramachi-dōri, juste à l'ouest. L'avenue Higashikyōgoku marquait la limite est de l'enceinte de la ville impériale,. L'avenue Higashikyōgoku, qui a prospéré en tant que l'une des rues les plus importantes de la ville impériale, disparaît durant la guerre d'Ōnin (1467-1477), mais réapparaît vers 1500 entre l'avenue Sanjō (actuelle Sanjō-dōri) et l'avenue Gojō (actuelle Gojō-dōri (ja),,. La rue est rénovée en 1590 et devient le « Teramachi-dōri », sous l'impulsion du samouraï Toyotomi Hideyoshi, qui y déplace des temples bouddhistes des quatre coins de la capitale,. À cette époque, Shinkyōgoku-dōri n'existait pas encore, et le secteur était principalement occupé par ces temples déplacés. 

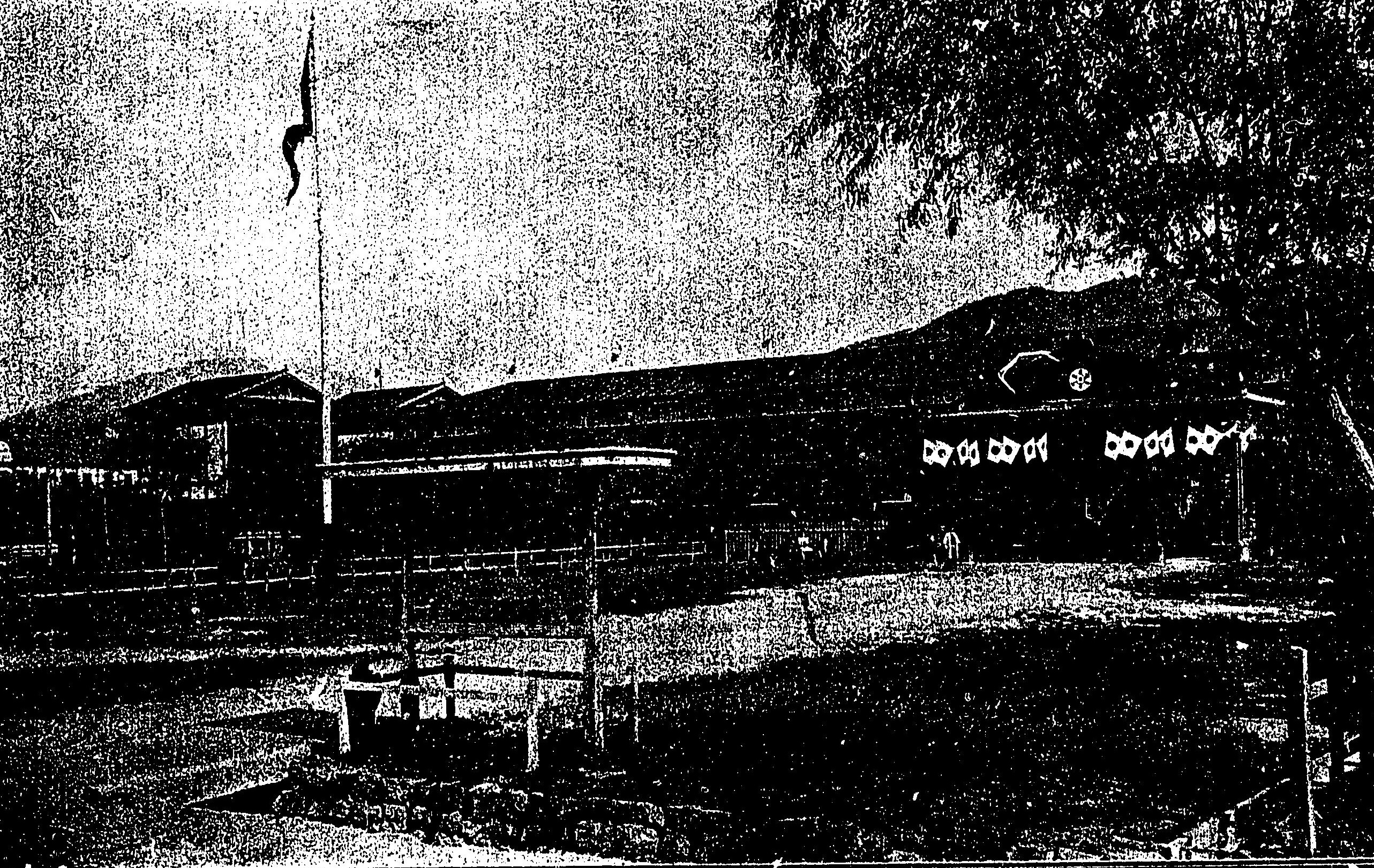
Site de l'Expo de Kyoto en 1903.

Shinkyōgoku-dōri est créée en 1872 en pleine industrialisation du pays, juste après la restauration de Meiji de 1868,. Sa création s'inscrit dans une période d'incertitude économique pour la vieille capitale, car avec la restauration, l'empereur déménage à Edo, qui deviendra Tokyo ; ainsi, beaucoup d'industries et de compagnies partent aussi vers la nouvelle capitale de l'est. Le conseil municipal est désireux de garder Kyoto en tant que « capitale culturelle du Japon ». Ainsi, sous recommandation du conseiller municipal Makimura Masanao (ja) (槇村 正直), dans l'espoir de remonter le moral de la population, Kyoto réorganise le quartier de temples derrière Teramachi-dōri et une rue où se concentrent plusieurs commerces et lieux de divertissements ouvre alors,. La même année que l'ouverture de la rue, la ville organise l'exposition internationale de Kyoto (ja) (京都博覧会), qui attire beaucoup de visiteurs internationaux dans la ville. Shinkyōgoku-dōri est rapidement devenue une rue reliée à l'industrie théâtrale de la ville, fréquentée par les touristes étrangers. En 1897, le premier cinéma de Kyoto ouvre sur la rue.

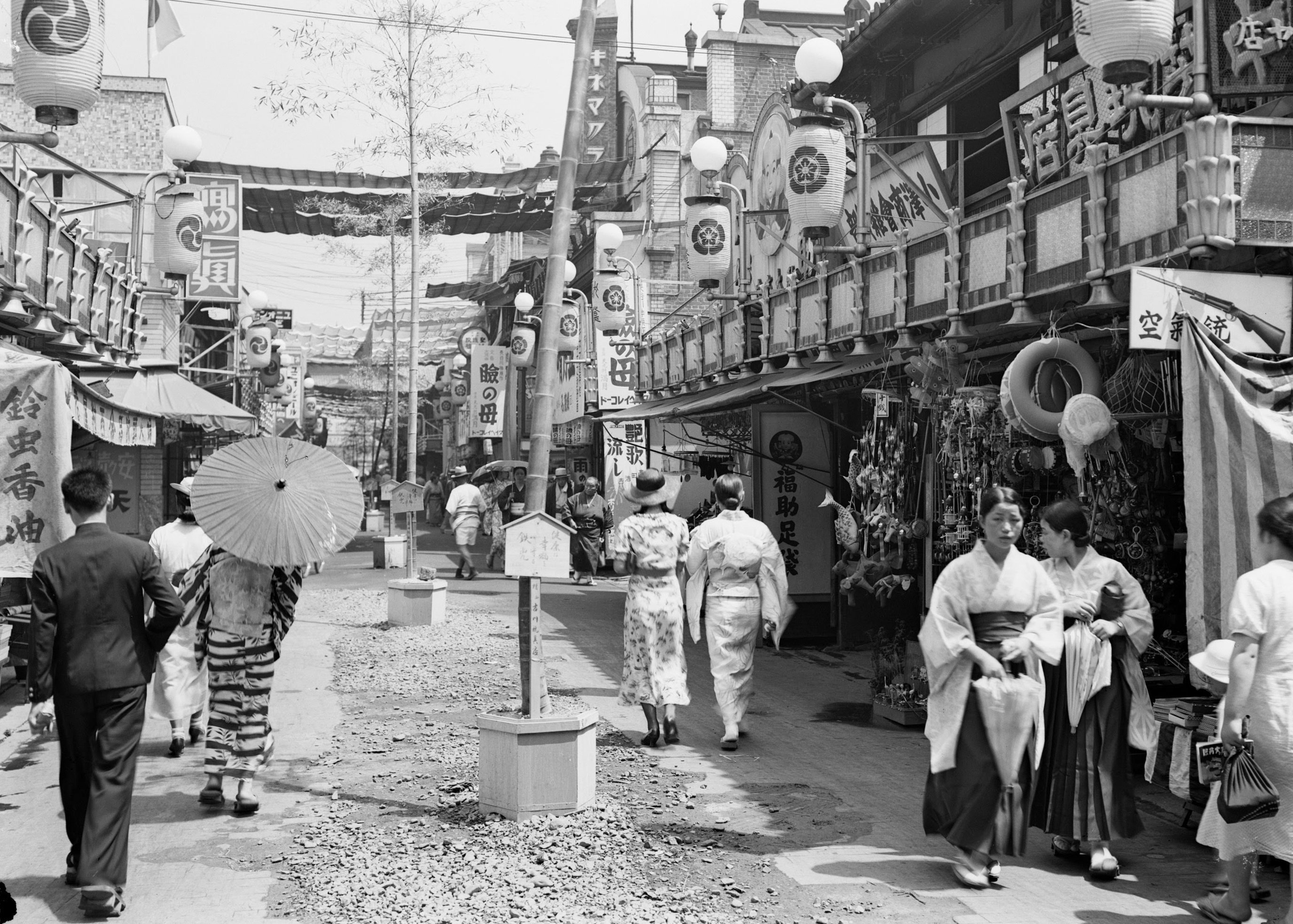
Shinkyōgoku-dōri vers 1920.

Au XXIe siècle, la rue a gardé sa vocation touristique, même si les théâtres ont depuis été troqués pour des restaurants et des boutiques de souvenirs. Durant la pandémie de Covid-19, qui a commencée en mars 2020 au Japon, Shinkyōgoku-dōri voit ses commerces fermer et beaucoup d'entre eux ferment définitivement. Fin novembre 2022, la rue commerçante était encore fermée.

## Patrimoine et lieux d'intérêt

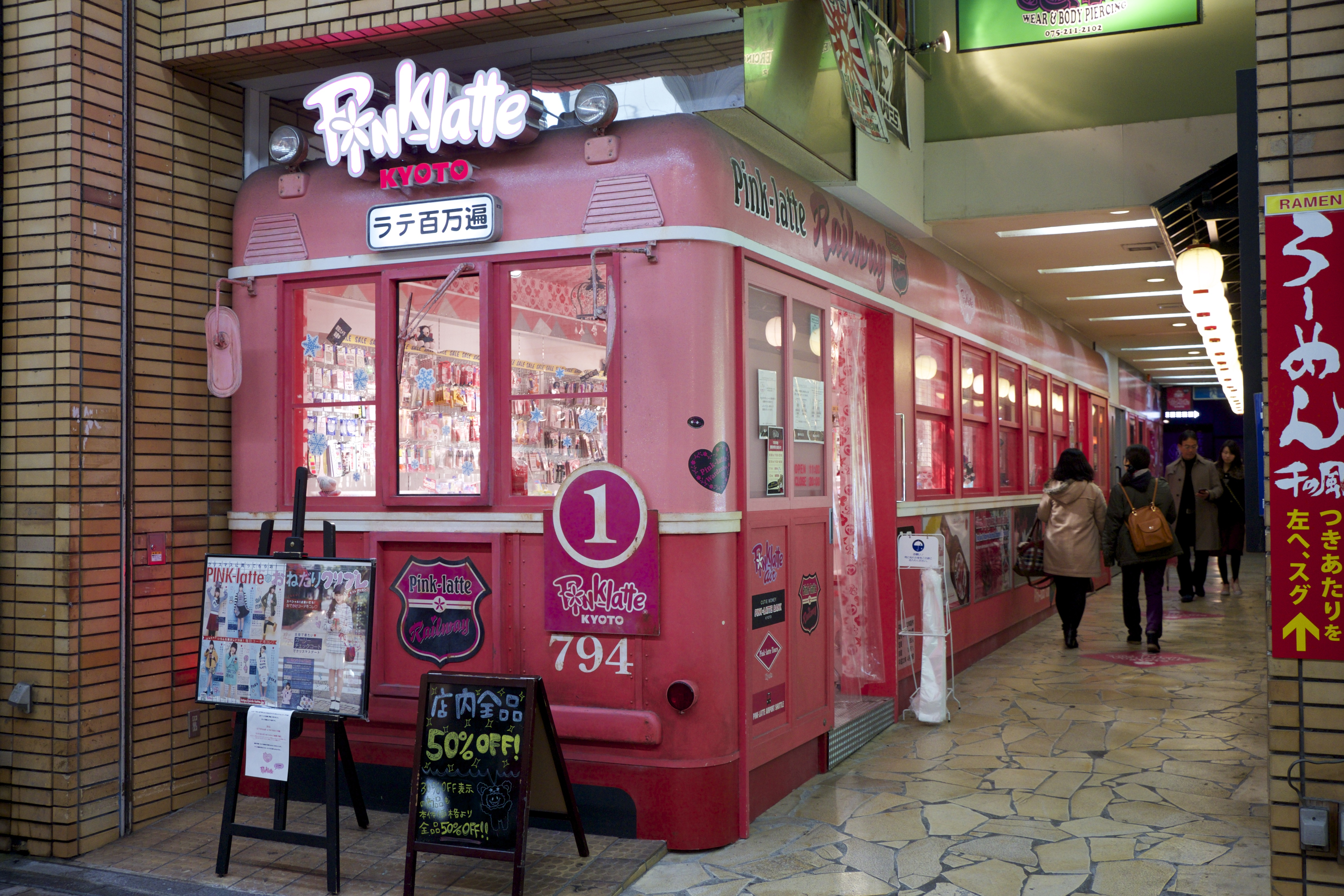
Restaurant destiné aux touristes sur Shinkyōgoku-dōri.

La rue est un lieu prisé par les touristes pour ses nombreuses boutiques à faible prix et ses restaurants, en plus d'être entièrement couverte. Au sud, au carrefour avec Nishikikōji-dōri, se trouve le sanctuaire shinto Nishiki Tenman-gū (錦天満宮).
S'y trouve aussi le petit temple bouddhiste Seigan-ji (ja) (誓願寺), relocalisé depuis son ancien emplacement à Motoseiganji-dōri (元誓願寺通) et connu pour être le lieu où Anrakuan Sakuden (安楽庵 策伝), fondateur du rakugo, a été prêtre. Juste au sud se trouve le temple Seishin-in (ja) (誠心院), connu pour être lié à la poétesse Izumi Shikibu (和泉 式部).
La rue, très populaire pour les jeunes, est l'objet d'une superstition : Les sept mystères de Shinkyōgoku (新京極通の七不思議). Le premier est la « petite pente douce » (たらたら坂, taratarazaka), juste au sud de son début à Sanjō-dōri et dont l'origine est inconnue, puisqu'aucune des rues parallèles n'a de petite pente. Après Rokkaku, sur la rue voisine Uraderamachi, se trouve le second mystère Chōsen-in (長仙院), où se trouvent des pruniers Mikaikō (未開紅) qui ne florissent pas selon la légende. Au carrefour avec Rokkaku se trouve le 3e mystère, la mystérieuse statue d'Amida Nyōrai avec 5 organes et 6 viscères, donnée par l'anatomiste Yamawaki Tōyō (de) pour pleurer la mort d'un prisonnier qu'il avait disséqué. La statue n'existe plus, car elle a brûlé lors d'un incendie. Le 4e mystère, toujours au Seigan-ji, s'agit de deux stèles en pierre, pour les enfants perdus. L'enfant égaré se plaçait près de la stèle de gauche, tandis que la personne qui cherchait l'enfant se plaçait sur la stèle de droite. Le cinquième mystère, au temple Seishin-in, concerne la tombe d'Izumi Shikibu, et le mystérieux prunier singulier planté sous l'avant-toit du temple. L'avant-dernier mystère est celui de la statue d'Amida Nyōrai du temple Anyō-ji (ja), au carrefour avec Takoyakushi-dōri, dont le socle a un lotus collé à l'envers. Le 7e et dernier mystère est la statue de 2 mètres de haut du Jizōbosatsu entièrement nu au temple Somedono-in (ja) (染殿院), seule du genre à Kyoto et seulement visible une fois aux cinquante ans. 

Quelques lieux d'intérêts
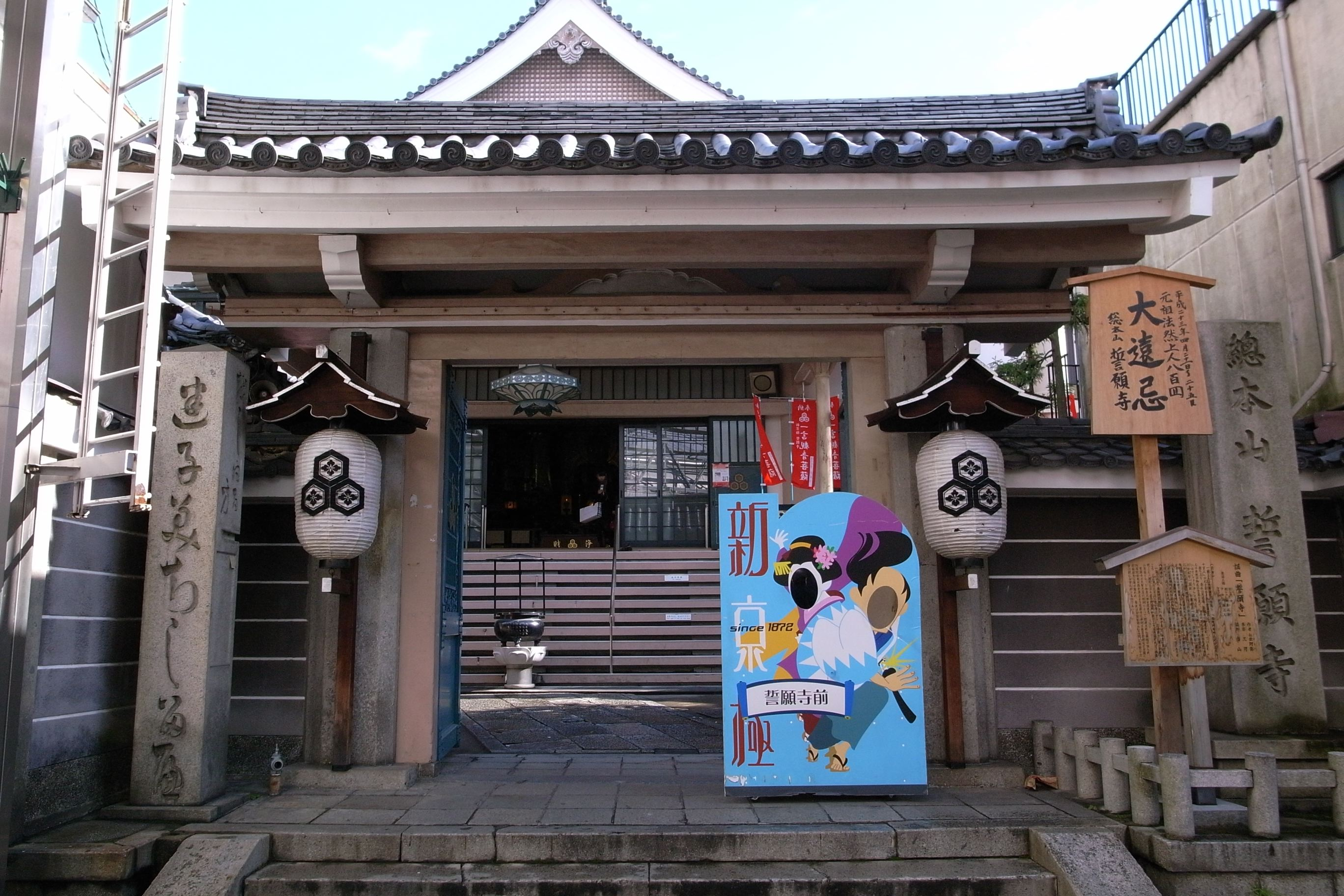
Autel du Seigan-ji.
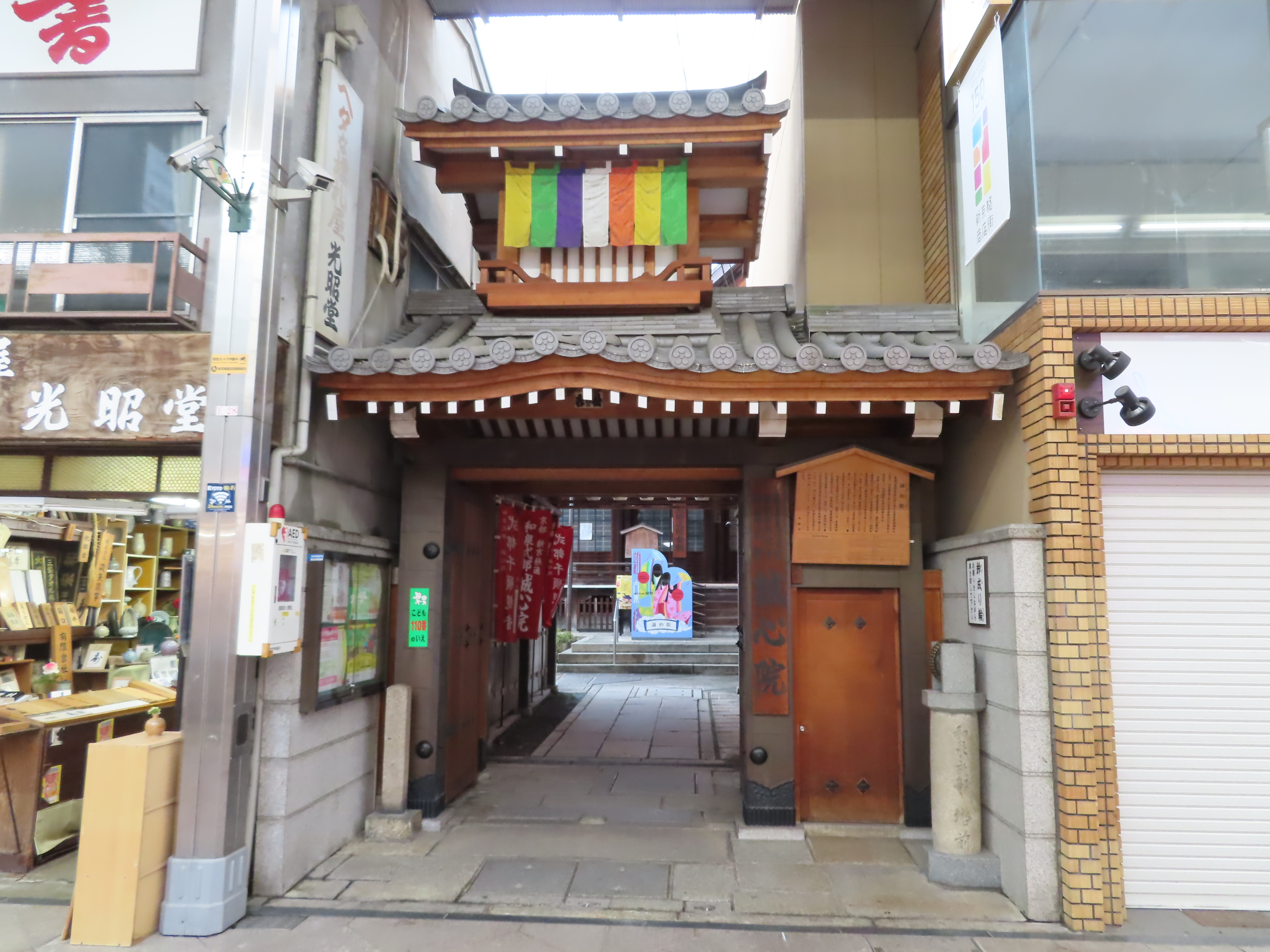
Entrée du Seishin-in.
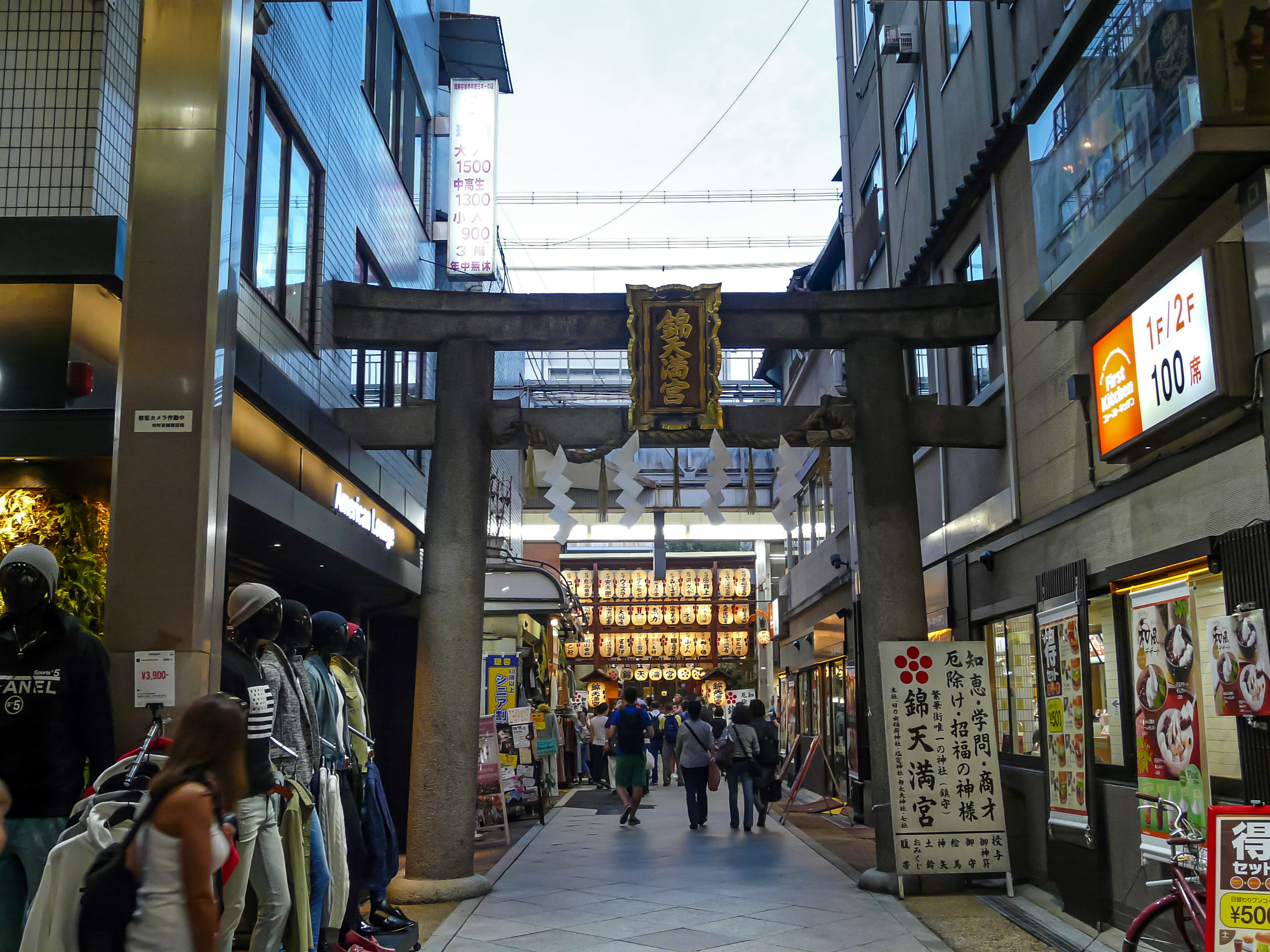
Porte d'entrée du Nishiki Tenman-gū.
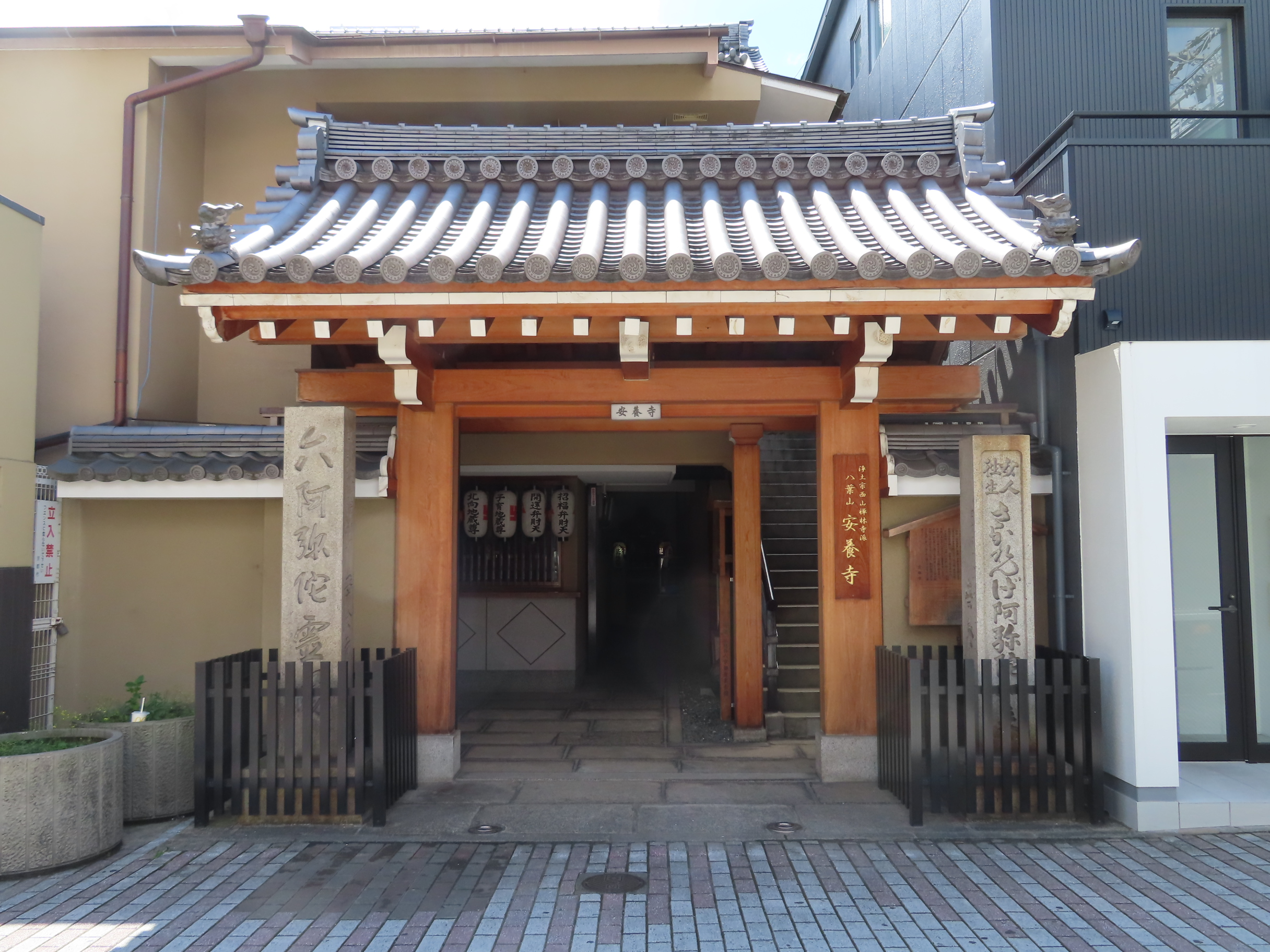
L'Anyō-ji.